# Marienkapelle Pesch

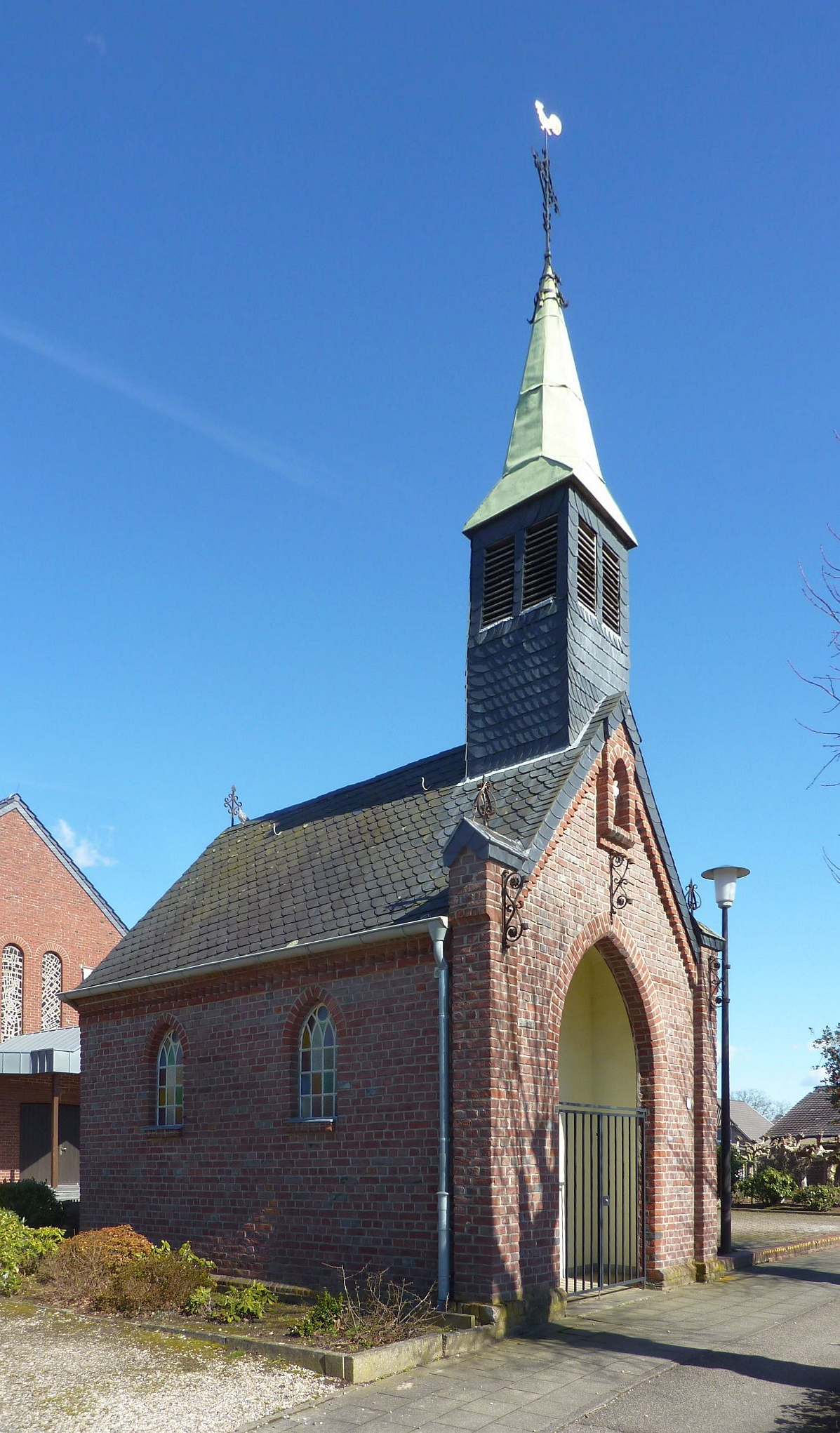
Marienkapelle

Die Marienkapelle Pesch steht im Stadtteil Pesch in Korschenbroich im Rhein-Kreis Neuss (Nordrhein-Westfalen), Pescher Straße.
Das Gebäude wurde 1903 erbaut. Es wurde unter Nr. 080 am 17. September 1985 in die Liste der Baudenkmäler in Korschenbroich eingetragen.

## Architektur
Die kleine Backsteinkapelle ist einschiffig mit dreiseitiger Apsis und Spitzbogentor sowie hohem Dachreiter. Im Inneren befindet sich eine neugotische Ausstattung.